# Melbourne Hall
Melbourne Hall est une maison de campagne géorgienne à Melbourne, Derbyshire, Angleterre. Autrefois siège du premier ministre victorien William Lamb (2e vicomte Melbourne), le manoir est à l'origine du nom de la ville de Melbourne, en Australie . La maison est maintenant le siège de Lord et Lady Ralph Kerr et est ouverte au public . La maison est un bâtiment classé Grade II * et plus de vingt éléments de la propriété sont classées Grade I.

## Histoire
Melbourne, un manoir qui a appartenu aux évêques de Carlisle au XIIe siècle, est partiellement reconstruit en 1629-1631 pour Sir John Coke (en) par un maçon du Derbyshire, Richard Shepherd . En 1692, il devient la propriété de Thomas Coke (1675-1727), un gentleman architecte de l'âge d'or de l'architecture amateur anglaise, qui aménage les jardins à la française qui survivent, avec l'aide professionnelle d'Henry Wise, entre 1696 et 1706 environ, avec des éléments fournis par John Nost, notamment des figures en plomb d'amorini, des vases, des paniers de fleurs et des figures mythologiques, encore identifiables à Melbourne, et la plupart notamment le "Vase des saisons" en plomb (1705), qui est l'un des plus beaux exemples de sculpture baroque en plomb dans un jardin anglais. Nost fournit également un certain nombre de cheminées dans la maison ainsi que pour la maison londonienne de Sir Thomas à St. James's Place, dont l'une s'est élevée à 50 £. Lors de la vente des effets de Nost, Sir Thomas achète son exemplaire de Serlio cinq livres d'architecture de, English'd par Robert Peake, qui est encore dans la bibliothèque.
Bien qu'il ait élaboré un plan de remodelage de la maison des XVIe et XVIIe siècles et fait reconstruire l'aile ouest par Francis Smith de Warwick (en), il reste à son fils, George Lewis Coke à reconstruire la façade est, face au jardin, et à ajuster la façade sud, en 1743-1744, sur un dessin de William Smith, le fils de Francis Smith . Sa conception d'une guérite, construite "selon le projet de son honneur" est construite par Smith de Warwick mais démantelée avant la fin du XVIIIe siècle. Des modifications non identifiées entreprises en 1720-1721 sont réalisées par le constructeur William Gilks de Burton-on-Trent.
Des redécorations de l'intérieur sont réalisées tout au long du siècle, en plusieurs campagnes. En 1745, Joseph Hall de Derby est payé pour la cheminée de la grande salle à manger, dans les années 1760, le stuc de Samuel Franceys est exécuté, et pour le premier vicomte de Melbourne, en 1772, d'autres modifications intérieures sont réalisées par le principal architecte du Derbyshire, Joseph Pickford. Le deuxième Lord Melbourne, premier ministre de la reine Victoria, est séparé de sa femme, Lady Caroline Lamb, en 1825, lorsque sa liaison avec Lord Byron devient notoire.
La maison passe entre les mains de la famille Cowper quand Emily Lamb (en), sœur du troisième et dernier vicomte Melbourne sans enfant, épouse le 5e comte Cowper. (Elle épouse plus tard un autre Premier ministre, Lord Palmerston) Il reste dans la famille Cowper jusqu'à ce que Lady Amabel Cowper épouse l'amiral de la flotte Lord Walter Kerr (amiral) qui fait de Melbourne Hall la maison familiale en 1906.
Le propriétaire actuel est Ralph Kerr  un ancien haut shérif de Derbyshire . Il possède également le Château de Ferniehirst (en) en Écosse et est l'héritier présomptif du marquisat de Lothian et de la chefferie du clan Kerr, actuellement détenue par son frère, l'homme politique Michael Ancram .

## Galerie

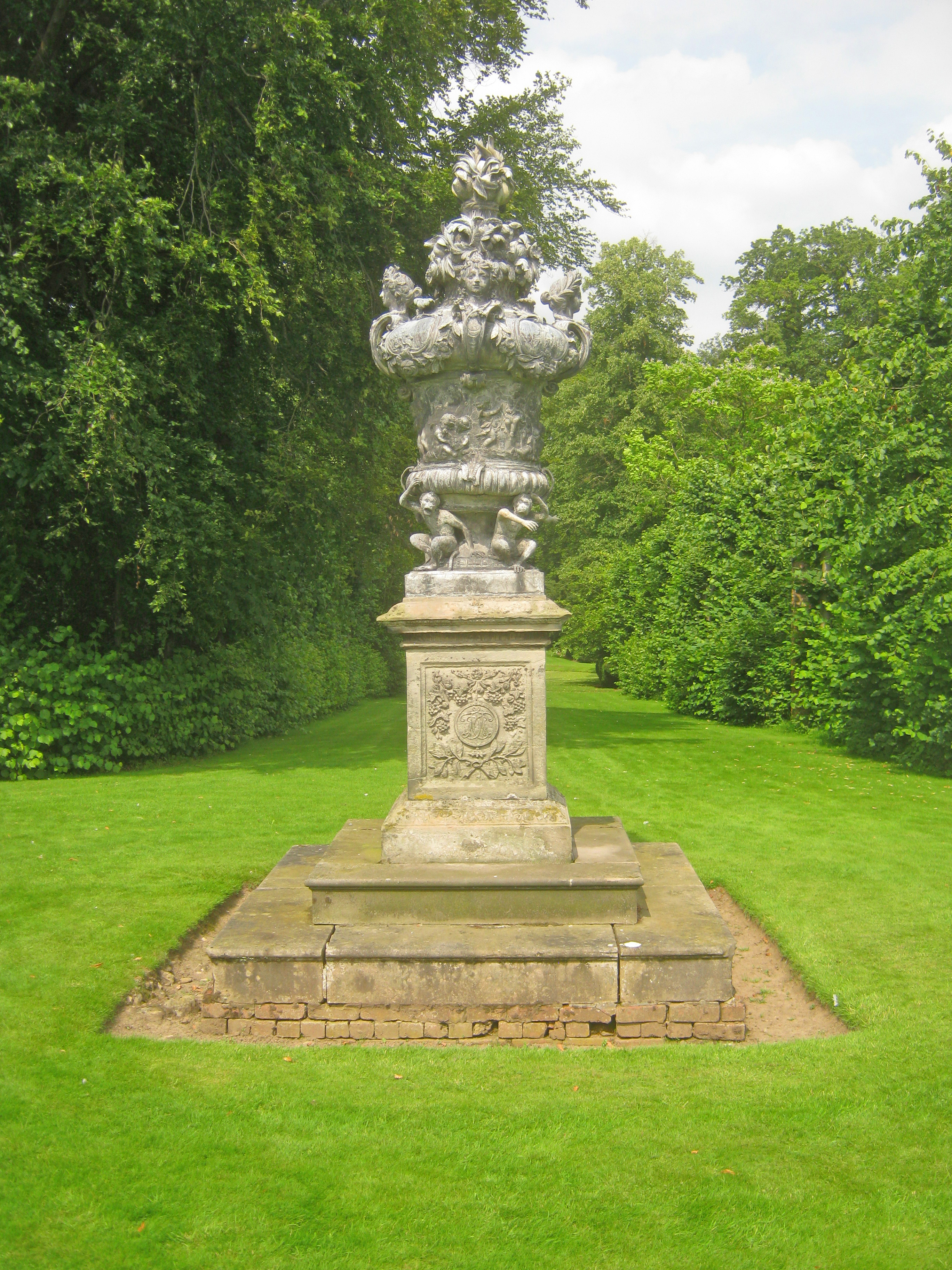
Le vase des quatre saisons
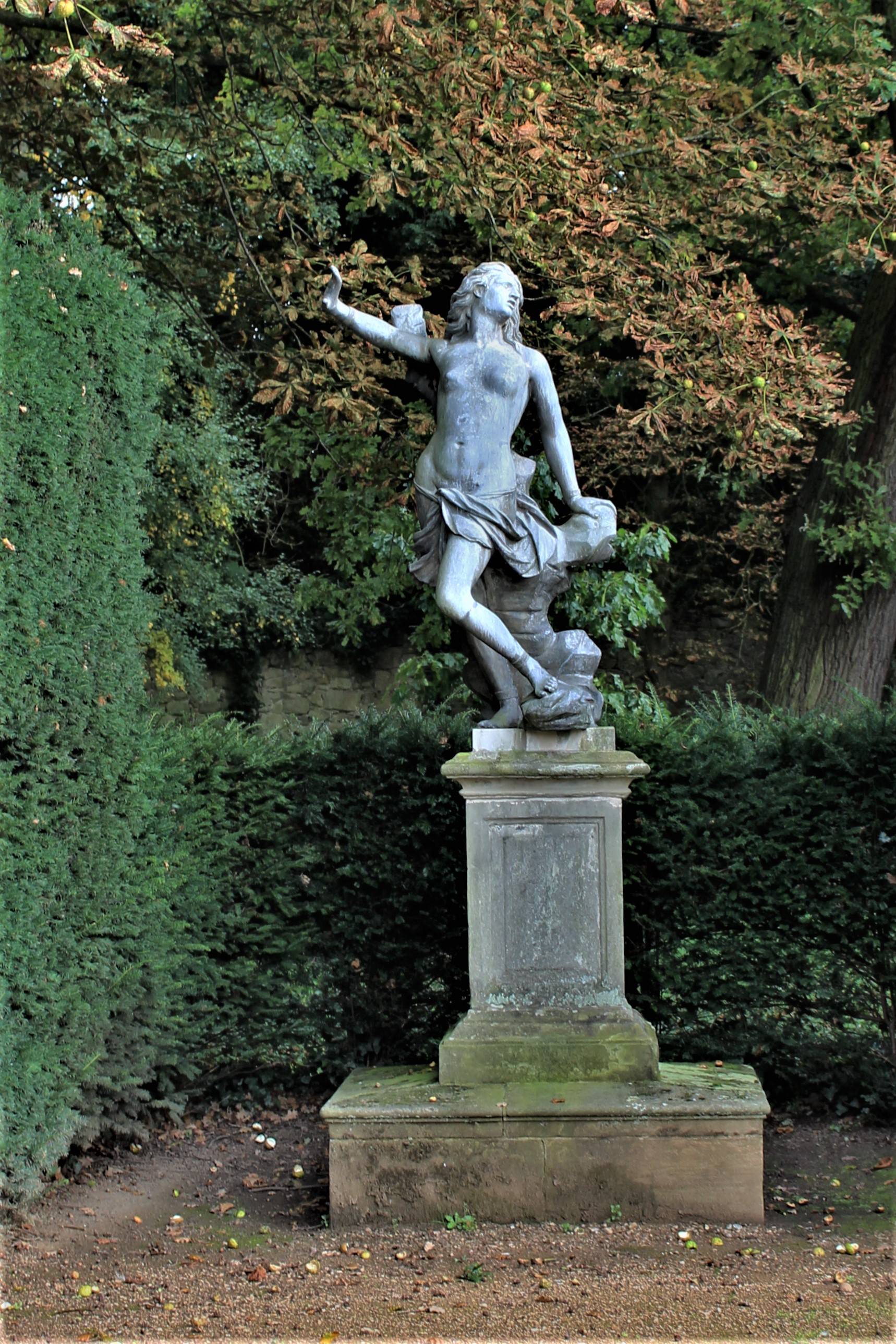
La statue d'Andromède de l'atelier de John Nost
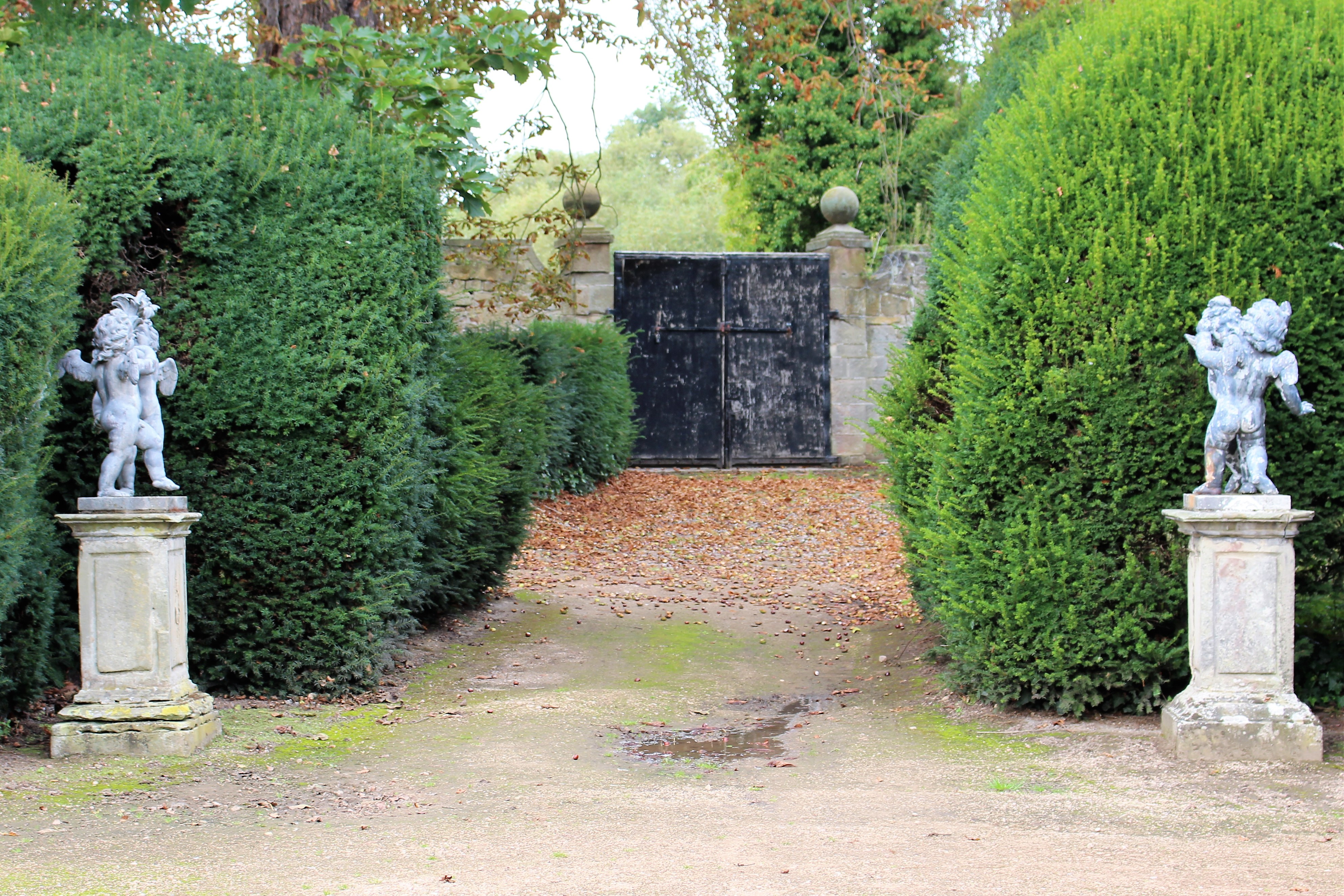
Deux couples d'angelots
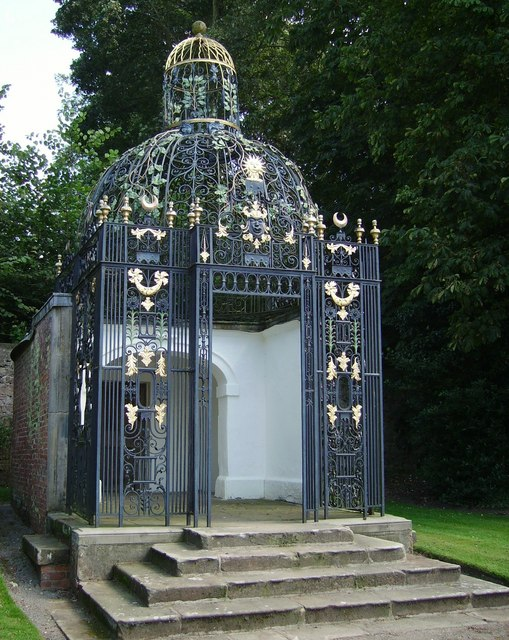
La cage à oiseaux de Robert Bakewell
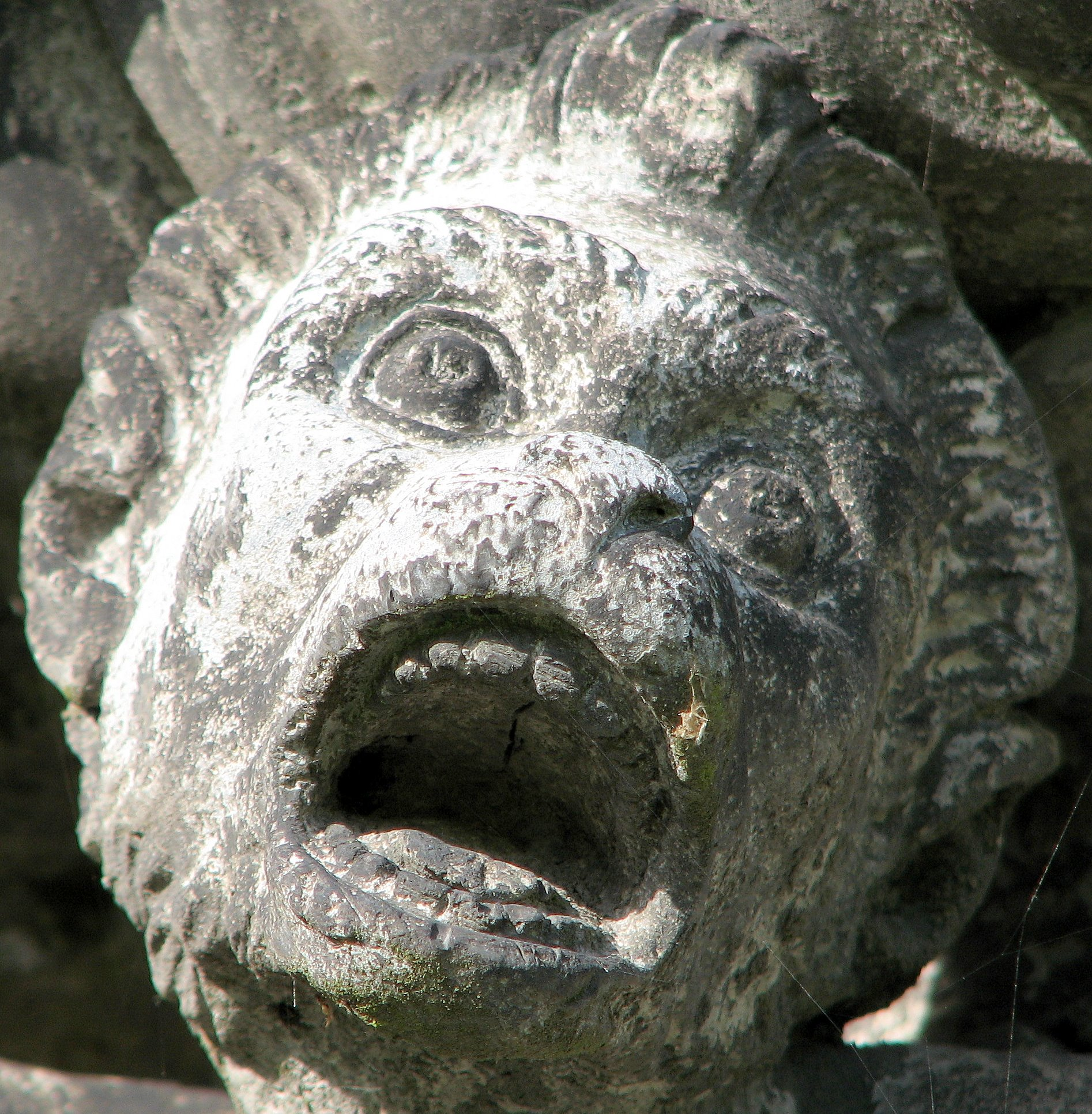
Détail d'un vase

## Sources
- Howard Colvin, Dictionnaire biographique des architectes britanniques, 1600–1840, 3e éd. 1995 : Thomas Coke, William Gilks
- David Green, jardinier de la reine Anne, 1956. (Henri Sage)
- Rupert Gunnis, Dictionary of British Sculptors 1660–1851, rév, éd.
- Christopher Hussey, Jardins et paysages anglais 1700-1750.